# のぞみ (探査機)
のぞみ（第18号科学衛星：計画名PLANET-B）は、宇宙科学研究所 (ISAS) によって打ち上げられた日本初の火星探査機である。開発・製造は日本電気が担当した。1998年（平成10年）7月4日午前3時12分（日本時間）に、M-Vロケット3号機により打ち上げられた。小中学校の教科書に取り上げられるなど広く国民の期待を集め、火星へ約1,000 kmまで接近したとみられるものの、最終的には交信が途絶し、火星周回軌道への投入を断念した。

## 探査の目的
火星の上層大気などを観測することを目的としていた。観測機器としては、カメラのほか、磁場探査機、電子エネルギー分析器など、合計14種類の機器が搭載されていた。この機器類で15項目の観測を行うことを目的とした。アメリカ合衆国などが推し進めていた火星の地形観測よりも、火星の磁気圏や、上層大気の調査を主要な目的としていたことが特徴であった。
PLANET-Bの研究は1980年代から始まり、当初は金星を目指す予定だった。しかし、1988年に打ち上げられたソ連のフォボス2号が通信途絶の直前に、火星から太陽と反対側に向かって酸素が流れ出していることを観測し、火星の科学調査の気運が高まった。そのため、PLANET-Bの目標も火星へと変更された。

## ミッションの経過
1992年から開発がはじまり、1996年の打ち上げを予定していたが、M-Vロケットの開発が1年遅れることが分かり、火星と地球が再接近する1998年に打ち上げが延期された。1998年という打ち上げ時期は火星と地球の位置条件が初期予定より悪いため、スイングバイによって加速を得る軌道を設計した。1998年7月4日に、鹿児島県の鹿児島宇宙空間観測所より打ち上げられ、2度の月スイングバイと地球パワードスイングバイにより、火星を目指した。
飛行中、月の裏側の写真を撮影している。月の裏側を撮影した国はそれまで旧ソ連と米国しかなく、日本は月の裏側を撮影した3番目の国になったという成果もあった。ところが、完全な自律制御によって行われたパワードスイングバイで予定の速度を得られていなかったことが判明した。これは燃料の逆流を防止するバルブの開放不良によるものであった。ひとまず火星周回軌道に達するのに必要な速度をスラスター噴射により確保し、これによって今後起こる推進剤の不足に対応するため軌道の再検討を行った。そして、地球と火星の間の空間を3周させ、さらに2度の地球スイングバイによって火星に届けると言う、過去に例のない軌道をとった。結果、予定より5年遅れで2004年の火星到着を目指すこととなった。

### 火星への飛行
予定外の長期間飛行を続ける間、のぞみは深刻な故障に見舞われた。通信機能の大部分は使用不可能となり、現在位置を送信するビーコンと受信機能しか動作しないという状態にまで陥った。また、2002年4月25日から26日の間に、何らかの原因で電源にブレーカーが作動し、ヒーターが作動しなくなったことから推進剤が凍結、軌道変更のスラスター噴射ができなくなった。ISASは十数年に1回起こる強力な太陽フレアの直撃によって電源系統の一部がショート、保護回路が動作し一部システムに対する電源投入が不可能となったと報じた。しかし太陽フレアが起こったのは21日、のぞみに届いたのは22日で、この時にノイズが確認されたが、25日には全て正常に作動していた。そのため、最終的にはフレアが直接的な原因であることは否定された。
通信途絶寸前となったのぞみの状態を知るため、後に「1ビット通信」と呼ばれる通信方法が発案され実行された。それは、のぞみの状態をイエスかノーでのぞみ自身に判定させるコマンドを地上から送信し、それに対してのぞみがビーコンのオンオフだけで回答するという通信方法である。これは一度の通信に30分を要する作業であったが、一応はのぞみの状態を把握することが可能であった。また、ヒーターが作動せず、スラスター噴射ができない可能性があったものの、のぞみが地球に接近し、温度が上昇したため補助スラスター用の推進剤が融けた。そこでスイングバイを行うための長いやりとりの末、2002年12月21日と2003年6月19日の2回にわたる地球スイングバイを成功させた。2回目のスイングバイ後にのぞみの軌道を推定した結果、2003年12月14日に火星から 894 kmの地点を通過することが確定した。

### 火星フライバイ
のぞみは火星へ接近する軌道に投入されたが、電源系統は依然回復せず、またメインスラスター用の推進剤を解凍するためにはヒーターの復旧が必要だったため、電源を入れ続けることでショート箇所を焼き切るという復旧案が計画された。そのため高速で電源をONにするプログラムが作成され、2003年7月5日にのぞみへ送信された。この連続電源ONのコマンドは、1億2000万回実行されたといわれている。7月9日にはのぞみからの電波が途切れたが、これは電源をONにした際に発生するノイズによる誤動作とみられ、予期されたものだった。しかし、これ以降のぞみからの電波は途絶えたままとなって地球からはのぞみの状態を一切把握できなくなり、ただ一方的に電波を送るだけとなってしまった。
火星到達の半月前になる11月半ば、一部ではまさしく火星に衝突するかのような報道がなされたが、このまま進むと予測通り12月14日に火星から 894 kmの地点を通過することになっていた。復旧のタイムリミットは、火星周回軌道への軌道変更の準備時間を見積もって12月9日とされていた。この時点でのぞみからの電波送信などの機能が回復していなければ、補助スラスターを噴射して火星への接近距離を少し離す処置が検討された。これは宇宙空間研究連絡会議による世界的な取り決めに従って、「殺菌消毒を施していない機器は打ち上げ20年以内に火星に衝突する確率を1パーセント以内に抑える」ためであった。軌道設計チームは12月14日の火星最接近後ものぞみを生かす軌道を検討したが、どの軌道でも衝突確率が1パーセントをわずかに上回る計算となった。タイムリミットである12月9日、最後までのぞみからの電波は届かなかった。その日、衝突回避のための弱いスラスター噴射を行うコマンドが送信された。
12月14日午前3時42分、のぞみは火星から約1,000 km上空を通過したと推測されている。この時、機器類が正常に作動していれば、火星表面の写真を自動的に撮影したはずである。無論、それはのぞみに記録されるだけで地球には送信できない。12月19日にのぞみは予測された軌道のずれが地球から観測できる領域を超えたとみられるため、12月31日にのぞみの方向へ電波発信を停止させるプログラムを送信し、のぞみは観測機としての一切の機能を停止、ミッションは終了した。のぞみは今後、（軌道変更コマンドが正常に受信・実行されていれば）数億年に渡って火星とほぼ同じ軌道を回り続けると考えられている。

## 失敗原因
当初、失敗の直接の原因は、十数年に1回といわれる強力な太陽フレアによる電気系統のショートと保護回路の作動とされたが、前段にて記述されているように、後に否定されている。実際の原因は、ISASにも分からないのが現状のようである。
最初のパワースイングバイにおいて、燃料逆流防止バルブが正常に開放されない動作障害が確認されている。このバルブは1992年打ち上げの「マーズ・オブザーバー」（米、失敗）が燃料の逆流によって爆発したと考えられたことで、設計後期に追加されたものだった。バルブの追加が本当に必要だったのかについて検討がなされたものの、明確な結論は出ていない。
また、小型の機体に14種類もの観測機器を積んだ基本設計そのものに無理があったとも考えられる。日本初の本格的惑星探査であるからこそ、観測機器を減らした分の重量を燃料や予備の制御装置に振り分け、信頼性を向上させるべきではなかったのか、あるいはハレー彗星を観測した「さきがけ」「すいせい」のように2機同時に打ち上げて探査自体の成功率を上げるべきだったのではないか、といった意見もある（実際、アメリカやソ連でも初期の惑星探査で2機同時に打ち上げられることが多かった）。
一方で、当時の状況では1機に多数の観測機器を積まざるをえない面もあった。宇宙科学研究所の予算ではM-Vロケットの打ち上げは1年に1回が限界で、スケジュールは数年先まで埋まっている。火星探査の機会は計画が進んでいる「のぞみ」しかなく、次の計画はいつになるかわからなかった（事実、「再び火星探査を」という声はMELOSなどその後も何度か上がっているが、2010年代初頭において正式なプロジェクトとして認められたものはない）。仮にそのような計画が認められたとしても、実際の打ち上げまで最低でも10年近くかかってしまう。そのような状況から、様々な研究団体が次々にのぞみへの観測機器の搭載を求め、それに応えた結果、小型の機体に14種類もの観測機器を積む事態になってしまったといえる。
大型のH-IIロケットを使用すればよかったという意見もある。小さなM-Vを使用したことで、探査機に過剰な小型化、軽量化を強いたのではないかという意見である。しかし、計画の始まった1992年の時点でH-IIを打ち上げていたのは宇宙開発事業団で、ISASとはまだ別組織だった。仮に組織の壁を超えて使えたとしても、H-IIの打ち上げ費用は1992年当時で1機180億 - 200億円で、予算が年200億円程度のISASがH-IIを使用するのは現実的ではなかった。
当初の計画目的を果たすことは適わなかったが、「のぞみ」の失敗からISASは数多くの深宇宙探査の教訓を得た。川口淳一郎を始めとした軌道計算チームの粘り強い軌道検討、「1ビット通信」という極限での通信確保のノウハウなど、これらの経験は小惑星探査機「はやぶさ」に生かされ、将来の惑星探査にも活用される。のぞみの失敗当時は、ぎりぎりまで運用が続けられたことに対して予算の無駄遣いだったという批判もあった。その運用実績がはやぶさに生かされるというISASの主張についても「論点のすり替え」だと批判する宇宙アナリストもいた。しかし結果としてはやぶさは通信途絶など度重なるトラブルを経ながら、いつ壊れてもおかしくないぎりぎりの状態で地球帰還を果たしており、のぞみの極限状態の運用経験は十二分に活かされる形となった。

## メッセージ
「のぞみ」には、日本全国から寄せられた名前が搭載されていた。これは多額の費用を必要とする火星探査に国民の理解を深めてもらおうと、宇宙科学研究所の広報を担当していた的川泰宣教授が「あなたの名前を火星へ」というキャンペーンとして提案したものである。2 cm×6 cmに書き込まれた各人の名前を縮小コピーして、アルミ板に焼きつけてのぞみに載せるのである。1万人分も集まればよいだろうと見込んでいたが（実際はそれより少ないと予想していた）、応募は実に27万694人分（動物も含む）にも及んだ。応募のはがきは打ち上げ直前の1998年の年明けから1日平均500通、多いときで4000通が宇宙科学研究所に届いた。宇宙科学研究所では全職員に協力を要請し、連日連夜、はがきから名前を切り抜く事態となった。
応募された名前の全ては 4 cm×3 cmのアルミ板20枚に焼き付けられた。このアルミ板はのぞみの回転バランスを調整するおもりとして組み込まれ、宇宙へ送られた。はがきには名前のみならず、宇宙科学研究所やのぞみへの応援であったり、名前にこめた応募者の想いなどが書かれていた。また、このアルミ板には、のぞみの科学主任で打ち上げを前にして亡くなった山本達人宇宙科学研究所助教授の遺影も焼き付けられた。火星探査機としての役割を終えたのぞみは、この27万人の名前と共に宇宙空間を飛び続けているとみられる。

## 関連書籍
- 松浦晋也 『恐るべき旅路:火星探査機「のぞみ」のたどった12年』 朝日ソノラマ、2005年5月。ISBN 4-257-03700-8。
  - 前記再出版 — 朝日新聞社、2007年10月。ISBN 978-4-02-213809-5。